# Улица Фиолетова
Улица Фиолетова в Астрахани, идёт от Красной Набережной до Адмиралтейской улицы, пересекая Никольскую улицу.

## История
Первоначальное, с 1837 года, название — Скаржинская улица. Название улицы было дано по ранее находившейся на этом месте протоке Скаржинке, впоследствии засыпанной.
В 1920 году переименована в честь Ивана Тимофеевича Фиолетова (1884—1918), члена РКП(б) с 1900 года, деятеля революционного движения на Кавказе, одного из 26 бакинских комиссаров.
В 1993 году улица объявлена объектом культурного наследия

## Застройка[5]
- дом 6/6;

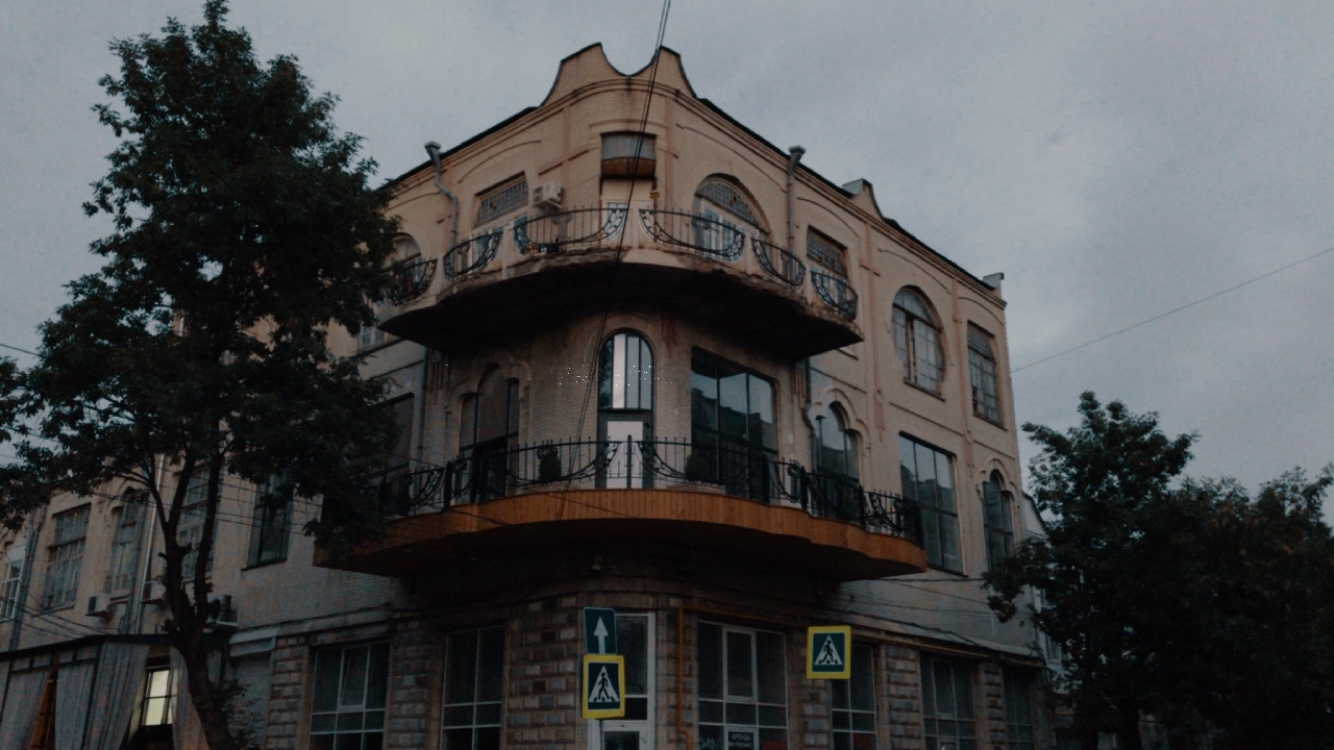
Дом № 1-3/5 на углу улиц Фиолетова и Свердлова

- дом 7 —  памятник архитектуры Доходный дом со складами (XIX век);
- дом 11 —  памятник архитектуры дом Емельянова (XIX век);
- дом 12/7 — Астраханский государственный театр кукол;
- дом 13 —  памятник архитектуры жилой дом (XIX век);
- дом 15 —  памятник архитектуры жилой дом (XIX век), фон в фильме «Не может быть!», реж. Гайдай (1975);
- дом 19;
- дом 21 —  памятник архитектуры жилой дом (XIX век), усадьба священника единоверческой церкви Во имя вознесения господня М. Г. Помазана;
- дом 22 —  памятник архитектуры жилой дом (XIX век), фон в фильме «Не может быть!», реж. Гайдай (1975);
- дом 46 —  памятник архитектуры дом Иванова (XIX век)[6].